# (728) Leonisis

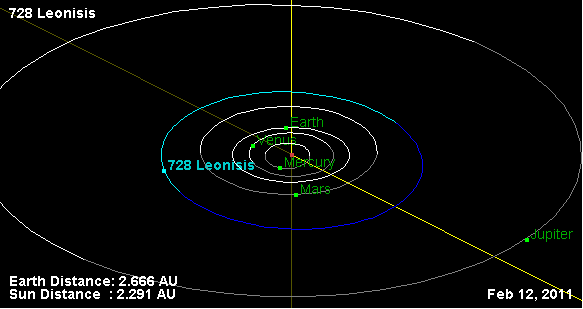
Umlaufbahn von (728) Leonisis

(728) Leonisis ist ein Asteroid des Hauptgürtels, der am 16. Februar 1912 vom österreichischen Astronomen Johann Palisa in Wien entdeckt wurde. 
Der Name des Asteroiden leitet sich ab aus Leo Gans, dem langjährigen Präsident des Physikalischen Vereins, und der ägyptischen Göttin Isis, als Emblemfigur desselbigen. Der Physikalische Verein war Anfang des 20. Jahrhunderts Standort eines Planeteninstituts, das gemeinsam mit dem heutigen Astronomischen Rechen-Institut in Heidelberg Berechnungen von Kleinplaneten vornahm.